# The Ten-Per-Cent Solution
«The Ten-Per-Cent Solution» (рус. Де-ся-ти-про-цент-ное-е решение) — восьмой эпизод двадцать третьего сезона мультсериала «Симпсоны», который вышел на телеканале «FOX» 4 декабря 2011 года.

## Сюжет
Шоу Клоуна Красти в очередной раз убирают с эфира, а агентство по талантам отказывает ему, как клиенту. Симпсоны знакомят его с опытным агентом Энни Дубински, но потом с удивлением узнают, что Энни когда-то была его самым первым агентом. Несмотря на нелёгкие отношения, Энни соглашается вернуть Красти и его шоу обратно в эфир. Но, когда переделку шоу в стиле ретро прекрасно оценили критики, Красти должен решить, остаться ли с агентом или стать руководителем канала.